# Leptogenys jeanneli
Leptogenys jeanneli é uma espécie de formiga do gênero Leptogenys, pertencente à subfamília Ponerinae.